# HIV/AIDS tại Campuchia
Campuchia là một trong những quốc gia có tỷ lệ nhiễm HIV/AIDS cao nhất ở Châu Á. Mặc dù Campuchia là một trong những nước nghèo nhất trên thế giới, nhưng nỗ lực phòng chống HIV đặc biệt của Chính phủ Hoàng gia Campuchia và các đối tác đã giúp giảm lây lan HIV một cách hiệu quả. Từ năm 2003 đến năm 2005, tỷ lệ hiện nhiễm HIV ước tính ở người lớn có độ tuổi từ 15 đến 49 ở Campuchia đã giảm từ 2.0% xuống còn 1.6%.

## Động lực học
Sự lây lan HIV/AIDS của Campuchia chủ yếu qua tình dục khác giới và đặc biệt là hoạt động mại dâm. Tỷ lệ phụ nữ nhiễm HIV/AIDS đang tăng mạnh, năm 1998 là 37%, năm 2003 là 47%.
Tỷ lệ nhiễm HIV gia tăng ở phụ nữ cho thấy tỷ lệ nhiễm HIV ở nam giới, cũng như tỷ lệ nam giới tử vong do AIDS so với những năm đầu của dịch bệnh ở Campuchia đang giảm. Tỷ lệ nhiễm HIV cao ở các nhóm dân cư nhất định như người tiêm chích ma tuý, người mại dâm, nam giới có quan hệ tình dục đồng giới, nữ ca sỹ karaoke, gái mại dâm và dân di cư.
Đến năm 2014, tỷ lệ hiện nhiễm HIV đã giảm xuống còn 0,4% thông qua một chương trình phòng chống thành công. Tuy nhiên, vào năm 2015, một đợt dịch HIV gia tăng do sự cố Roka. Nguyên nhân được cho là sự tái sử dụng ống tiêm của một bác sĩ không có giấy phép hoạt động trong khu vực, sau đó ông ta đã bị bỏ tù.

## Lịch sử
Sau khi phát hiện ra trường hợp HIV đầu tiên ở Campuchia vào năm 1991, tỷ lệ hiện nhiễm tăng cao 2% năm 1998. Trong tổng số dân số, tỷ lệ hiện nhiễm giảm xuống còn 0,5% trong năm 2009, giảm so với 1,2% năm 2001. tỷ lệ hiện nhiễm HIV ở phụ nữ đến các phòng khám thai (ANC) cũng giảm, từ mức cao 2,1 phần trăm năm 1999 xuống còn 1,1 phần trăm trong năm 2006.
Trong số phụ nữ có thai nhiễm HIV, tỷ lệ phần trăm người được điều trị ARV để giảm nguy cơ lây truyền từ mẹ sang con, dần dần tăng từ 1,2% năm 2003 lên 11,2% năm 2007 lên 32,3% năm 2009.